# Ozero Retjisjtje
Ozero Retjisjtje (ryska: Озеро Речище) är en korvsjö i Belarus.   Den ligger i voblasten Homels voblast, i den centrala delen av landet, 220 km söder om huvudstaden Minsk. Ozero Retjisjtje ligger 114 meter över havet.
Omgivningarna runt Ozero Retjisjtje är en mosaik av jordbruksmark och naturlig växtlighet. Runt Ozero Retjisjtje är det ganska tätbefolkat, med 83 invånare per kvadratkilometer.